# 1996년 하계 올림픽 사우디아라비아 선수단
사우디아라비아는 1996년 7월 19일부터 8월 4일까지 미국 애틀랜타에서 열린 제26회 하계 올림픽에 참가했다.

## 육상

### 남자
트랙 / 도로 경기
| 선수 | 세부 종목 | 1차 예선 | 1차 예선 | 2차 예선 | 2차 예선 | 준결선 | 준결선 | 결선 | 결선      |
| 선수 | 세부 종목 | 기록     | 순위     | 기록     | 순위     | 기록   | 순위   | 기록 | 최종 순위 |

필드 경기
| 선수 | 세부 종목 | 예선 | 예선 | 결선 | 결선      |
| 선수 | 세부 종목 | 기록 | 순위 | 기록 | 최종 순위 |

### 여자
트랙 / 도로 경기
| 선수 | 세부 종목 | 1차 예선 | 1차 예선 | 2차 예선 | 2차 예선 | 준결선 | 준결선 | 결선 | 결선      |
| 선수 | 세부 종목 | 기록     | 순위     | 기록     | 순위     | 기록   | 순위   | 기록 | 최종 순위 |

필드 경기
| 선수 | 세부 종목 | 예선 | 예선 | 결선 | 결선      |
| 선수 | 세부 종목 | 기록 | 순위 | 기록 | 최종 순위 |